# 程子鏊
程子鏊（？—？），字和以，號坤輿，南直隶徽州府歙县人，明朝政治人物。

## 生平
万历二十五年（1597年）丁酉科应天乡试举人，二十九年（1601年）辛丑科進士，通政司觀政，授浙江蘭溪縣知縣，三十六年行取户部主事，丁外内艰，三十八年改礼部主事，三十九年起儀制司主事，四十五年升员外郎，四十六年升主客司郎中，四十七年升廣西副使，天啓元年（1621年）升江西按察使，三年京察。

## 家族
曾祖程尚信。祖父程宏，散官。父程大俊（1536年-1608年），字汝彦，别號梅玉，恩冠带乡饮宾，封蘭溪縣知縣。母唐孺人。生五子：程子釴、子鏊、子鏘（諸生）、子錝，子鐸（举人）。两進士、一举人，一諸生。